# 拉斯克临床医学研究奖
拉斯克-狄贝基临床醫學研究獎（英語：Lasker-DeBakey Clinical Medical Research Award）是一項由拉克斯基金會頒發的醫學獎，它是以奬勵那些對醫學診斷，防禦，治療和醫治有功的人而頒發的一個獎項。拉斯克临床医学奖被认为是临床医学界的最高奖，拉斯克的两项奖项（基础医学奖和临床医学奖）被认为是仅次于诺贝尔生理学或医学奖的医学界最高荣誉。
拉斯克临床医学研究奖在2008年心脏搭桥手术大师迈克尔·狄贝基逝世后改名作：拉斯克-狄贝基临床医学研究奖，以纪念狄贝基在心脏手术上的开创性贡献和终生成就，但仍惯称“拉斯克临床医学研究奖”。

## 获奖者列表
- 1946年

...
- 2021年 考里科·卡塔林和德鲁·韦斯曼

## 拉斯克临床医学奖和诺贝尔奖双得主
- 2023年诺贝尔生理学或医学奖得主：考里科·卡塔林和德鲁·韦斯曼（2021年拉斯克临床医学奖得主）
- 2015年诺贝尔生理学或医学奖得主：屠呦呦 （2011年拉斯克临床医学奖得主）
- 2010年诺贝尔生理学或医学奖得主：罗伯特·G·爱德华兹 （2001年拉斯克临床医学奖得主）
- 2008年诺贝尔生理学或医学奖得主：吕克·蒙塔尼耶 （1986年拉斯克临床医学奖得主）
- 2003年诺贝尔生理学或医学奖得主：保罗·劳特伯 （1984年拉斯克临床医学奖得主）
- 1988年诺贝尔生理学或医学奖得主：詹姆士·W·布拉克 （1976年拉斯克临床医学奖得主）
- 1979年诺贝尔生理学或医学奖得主：高弗雷·豪斯费尔德 （1975年拉斯克临床医学奖得主）
- 1966年诺贝尔生理学或医学奖得主：查爾斯·布蘭頓·哈金斯 （1963年拉斯克临床医学奖得主）
- 1951年诺贝尔生理学或医学奖得主：马克斯·泰累尔 （1949年拉斯克临床医学奖得主）
- 1950年诺贝尔生理学或医学奖得主：爱德华·卡尔文·肯德尔 （1949年拉斯克临床医学奖得主）
- 1950年诺贝尔生理学或医学奖得主：菲利普·肖瓦特·亨奇 （1949年拉斯克临床医学奖得主）
- 1930年诺贝尔生理学或医学奖得主：卡尔·兰德施泰纳 （1946年拉斯克临床医学奖得主，逝世后获得，身后荣誉）

## 华人得主
- 1972年：李敏求，中華民國國籍、美國籍，生於瀋陽。
- 1991年：简悦威，美国籍，出生香港。
- 2011年：屠呦呦，中华人民共和国籍，出生浙江宁波。
- 2022年：盧煜明，中华人民共和国籍，出生香港。